# Melithaea ramulosa
Melithaea ramulosa is een zachte koraalsoort uit de familie Melithaeidae. De koraalsoort komt uit het geslacht Melithaea. Melithaea ramulosa werd in 1909 voor het eerst wetenschappelijk beschreven door Kükenthal. 